# Yujiulü Futu
Yujiulü Futu (kin. 郁久閭伏圖; pinyin: Yùjiǔlǘ Fútú ) (? - 508.) je bio kan Rourana (506. – 508.) s titulom Tuohan Khan (佗汗可汗). 
Ime razdoblja bilo mu je Shiping (始平 Shǐpíng). Bio je sin kana Yujiulü Nagaija, koga je naslijedio 506. Dvije godine kasnije je poginuo u borbi s Gaoche vladarom Mi'etuom (彌俄突). Naslijedio ga je sin Yujiulü Chounu.